# جسم محدب

الاثني عشر وجهاً هو جسم محدب.

في الرياضيات، الجسم المحدب في {\displaystyle n} - الفضاء الإقليدي الأبعادي {\displaystyle \mathbb {R} ^{n}} هي مجموعة محدبة متراصة ذات جزء داخلي غير فارغ. لا يشترط بعض المؤلفين أن تكون المجموعة غير فارغة، بل يشترطون فقط أن تكون المجموعة غير فارغة.
جسم محدب {\displaystyle K} يُطلق عليه اسم المتماثل إذا كان متماثلًا مركزيًا بالنسبة إلى الأصل؛ أي نقطة {\displaystyle x} يكمن في {\displaystyle K} إذا وفقط إذا كان نقيضه، {\displaystyle -x} كما يكمن في {\displaystyle K.} الأجسام المحدبة المتماثلة تتوافق فرديًا مع الكرات الوحدوية للمعايير الموجودة على {\displaystyle \mathbb {R} ^{n}.}
بعض الأمثلة المعروفة للأجسام المحدبة هي الكرة الإقليدية والمكعب الفائق ومتعدد الوجوه المتقاطع.

## البنية المترية
يُرمز {\displaystyle {\mathcal {K}}^{n}} لمجموعة الأجسام المحدبة في {\displaystyle \mathbb {R} ^{n}}. حينها تشكّل {\displaystyle {\mathcal {K}}^{n}} فضاء كامل مع المسافة:
{\displaystyle d(K,L):=\inf\{\epsilon \geq 0:K\subset L+B^{n}(\epsilon ),\;L\subset K+B^{n}(\epsilon )\}}.
علاوة على ذلك، ينص نظرية اختيار بلاشكه على أن كل متتالية محصورة بخصوص {\displaystyle d} في {\displaystyle {\mathcal {K}}^{n}} تحتوي على متتالية فرعية متقاربة.

## الجسم القطبي
إذا كان {\displaystyle K} جسماً محدباً محدوداً يحتوي على الأصل {\displaystyle O} في داخله، فإن الجسم القطبي {\displaystyle K^{*}} هو {\displaystyle \{u:\langle u,v\rangle \leq 1,\forall v\in K\}}. يمتلك الجسم القطبي عدة خصائص، منها أن {\displaystyle (K^{*})^{*}=K}، وأن {\displaystyle K^{*}} محدود، وإذا كان {\displaystyle K_{1}\subset K_{2}} فإن {\displaystyle K_{2}^{*}\subset K_{1}^{*}}. الجسم القطبي هو نوع من الثنوية.